# Hoscha (huyện)
Huyện Hoscha (tiếng Ukraina: Гощанський район, chuyển tự: Hoschas'kyi raion) là một huyện của tỉnh Rivne thuộc Ukraina. Huyện Hoscha có diện tích 692 km², dân số theo điều tra dân số ngày 5 tháng 12 năm 2001 là 38846 người với mật độ 56 người/km2. Trung tâm huyện nằm ở Hoscha.